# Bandera de Barbolla
La bandera de Barbolla es el símbolo más importante de Barbolla, municipio de la provincia de Segovia, comunidad autónoma de Castilla y León, en España. 

## Descripción
La bandera de Barbolla fue oficializada el 14 de enero de 1998, y su descripción heráldica es:

«Bandera cuadrada, de proporción 1:1, de color amarillo, con una faja ondeada azul, con el escudo municipal en el centro, en sus colores.»
Boletín Oficial de Castilla y León nº 64/2000